# Shilkhak-Inshushinak I

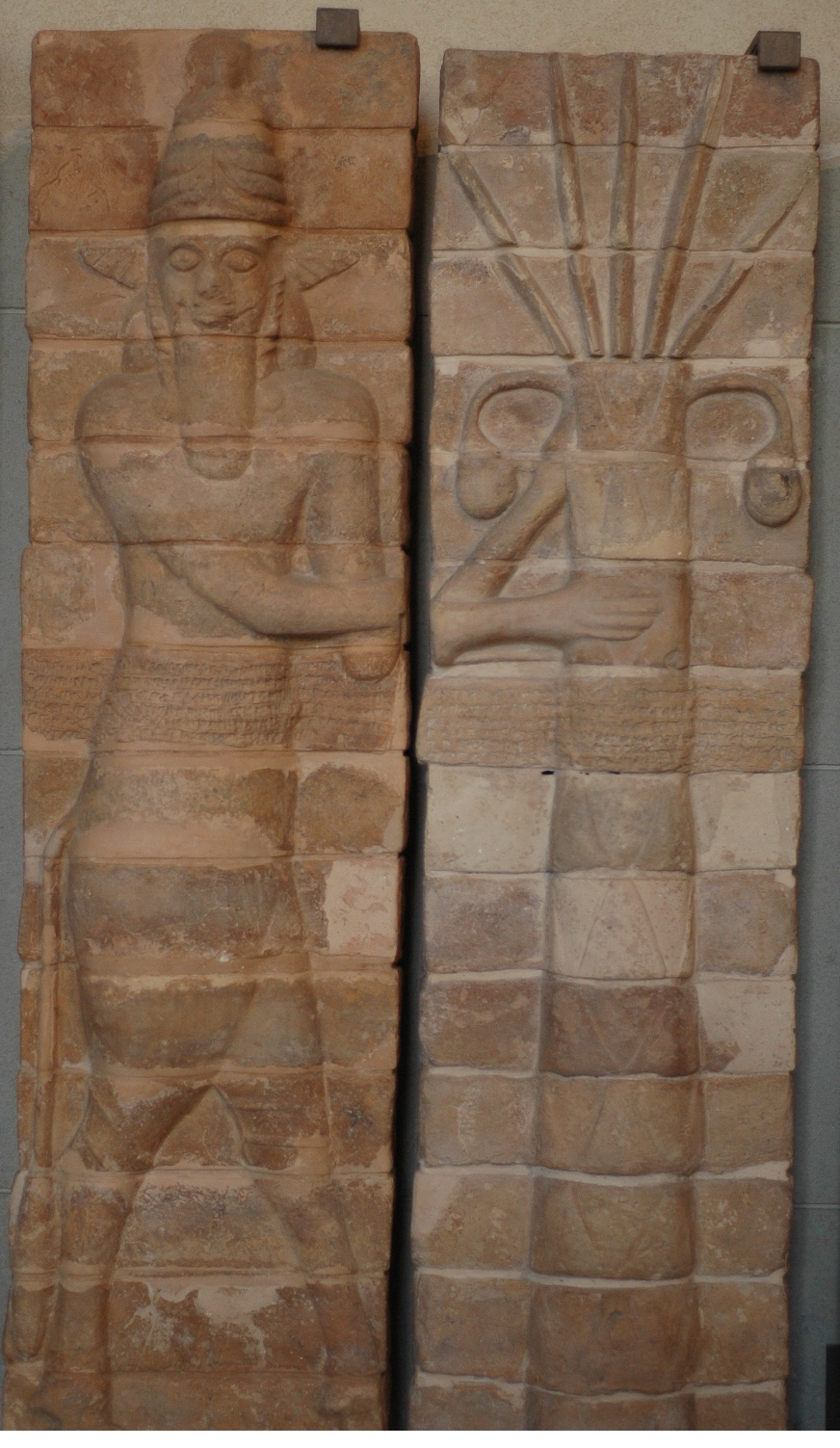

Shilkhak-Inshushinak I là một vị vua xứ Elam. Ông đã trị vì trong khoảng từ năm 1150 TCN tới năm 1120 TCN. Shilkhak-Inshushinak I kế vị Kutir-Nahhunte III ngôi vua Elam. Sau khi ông qua đời thì Khutelutush-Inshushinak lên kế vị ngai vàng. Shilkhak-Inshushinak I là một trong những vị vua vĩ đại nhất của Elam. Ông đã chinh phạt được những vùng đất lớn ở các vùng núi và một phần của Lưỡng Hà.